# ألبانيا القوقازية (محافظة ساسانية)
ألبانيا القوقازية (بالفارسية الوسطى: أران، أردان، وبالأرمنية: آوانك) كانت مملكة في القوقاز، كانت تحت سيادة الإمبراطورية الساسانية من 252 إلى 636.

## التاريخ
في 252/3، تم غزو ألبانيا، بجانب أيبيريا وأرمينيا، من قبل الملك الساساني شابور الأول (حكم من 240 حتى 270). لقد احتفظت ألبانيا بنظامها الملكي، مع أن الملك لم يكن لديه سلطة حقيقية وأن معظم السلطات المدنية والدينية والعسكرية تقع على عاتق المرزبان الساساني ("مارغريف") في الإقليم. وفي 297 نصت معاهدة نصيبين على إعادة إنشاء الحماية الرومانية على أيبيريا، لكن ألبانيا ظلت جزءً لا يتجزأ من الإمبراطورية الساسانية. وفي منتصف القرن الرابع، وصل ملك ألبانيا، أورنير، إلى أرمينيا وتعمد على يد غريغوريوس المنور، لكن المسيحية انتشرت في ألبانيا ببطء، وظل الملك الألباني مخلصًا للساسانيين. وبعد تقسيم أرمينيا بين بيزنطة وإيران (387)، تمكنت ألبانيا بمساعدة ساسانية من الاستيلاء من أرمينيا على الضفة اليمنى بأكملها لنهر كورا حتى نهر أراكسس، بما في ذلك أرتساخ وأوتيك.
أصدر الملك الساساني يزدجرد بن بهرام مرسومًا يطلب من جميع المسيحيين في إمبراطوريته التحول إلى الزرادشتية، خوفًا من أن يتحالف المسيحيين مع الإمبراطورية الرومانية، التي تبنت المسيحية مؤخرًا. لقد أدى ذلك إلى تمرد الألبان، إلى جانب الأرمن والأيبيريين. ومع ذلك، تحول الملك الألباني فاش، أحد أقارب يزدجرد، إلى الديانة الرسمية للإمبراطورية الساسانية، لكنه سرعان ما عاد إلى المسيحية. وفي منتصف القرن الخامس وبأمر من الملك الساساني بيروز الأول، بنى فاش في أوتيك المدينة التي كانت تسمى في البداية بيروزاباد، وبعد ذلك بارتاو وبردعة، وجعلها عاصمة ألبانيا. كما تم نقل مقر الكاثوليكوس الألبان إلى بارتاو، وكذلك المرزبان.  وبعد وفاة فاش، ظلت ألبانيا بدون ملك لمدة ثلاثين عامًا. أعاد الساساني بلاش بن يزدجرد تأسيس النظام الملكي الألباني بجعل فاشاجان، ابن يزدجرد وشقيق الملك السابق فاش، ملك ألبانيا.
وبحلول نهاية القرن الخامس، تم استبدال السلالة الحاكمة القديمة من ألبانيا من قبل أمراء السلالة المهرانية الفرثيين، الذين يدعون النسب من الساسانيين. لقد أخذوا لقب «أرانشاه» (أي شاه أران، الاسم الإيراني لألبانيا). سميت السلالة الحاكمة على اسم مؤسسها مهران، الذي كان من أقارب الساسانيين البعيدين. نجت السلالة المهرانية تحت السيادة الإسلامية حتى 821-2.
وفي وقت متأخر من القرن السادس وأوائل القرن السابع الميلادي أصبحت أراضي ألبانيا ساحة للحروب بين إيران الساسانية، وبيزنطة وخاقانات الخزر، والأخيرتان في كثير من الأحيان بوصفهما حلفاء. وخلال الحرب الفارسية التركية الثالثة، غزا الخزر ألبانيا، وأعلن زعيمهم تونغ يابغو نفسه سيدًا لألبانيا، وفرض ضريبة على التجار والصيادين في نهري كورا وأراكسس، وذلك «وفقًا لمسح أراضي المملكة بلاد فارس». احتفظ الملوك الألبان بحكمهم من خلال دفع الجزية للقوى الإقليمية. تم غزو ألبانيا فيما بعد من قبل العرب خلال الفتح الإسلامي لبلاد فارس.

## السياسة والتنظيم
كان ملك ألبانيا تابعًا للإمبراطورية الساسانية، مع أن النظام الملكي لم يمارس سيطرة كبيرة. كان الملك مسؤولًا أمام المرزبان، الذي كان يملك السلطة الحقيقية في السلطة المدنية والدينية والعسكرية. كانت عاصمة المحافظة بارتاو (لا علاقة لها بفرثيا)، حيث قاموا بسك العملات المعدنية في القرنين الخامس والسادس. من المحتمل أن يكون البلاط الألباني على غرار البلاط الأرمني مع اقتراضات من إيران الفرثية. كان لألبانيا أيضًا المعادل الساساني لـوزورغ فرماندار (رئيس الوزراء) ولكن دوره كان غير معروف، ولكن، كما هو الحال في أرمينيا الساسانية، فمن المحتمل أنه كان تابعًا للمرزبان.

## المدن والتحصينات
تأسست بارتاو كعاصمة في عام 448. فيما بعد سميت بيروز آباد عندما أعاد بيروز الأول بناء المدينة. خضعت المدينة لتغيير اسم آخر مع قباد بن فيروز الذي حصن المدينة وأطلق عليها اسم بيروزقباد («قباد المنتصر»). في هذا الوقت كانت بارتاو مزدهرة للغاية ومعقلًا قويًا في وقت ما في القرن الخامس. كما كان كابالا، مبنى الكابيتول السابق، لا يزال يحتفظ ببعض الأهمية، وأصبح فيما بعد مقرًا لأسقف. كشفت الحفريات عن قلعة وجدران، ربما تعودان إلى القرنين الخامس والسادس. أصبحت Xalxal، وهي مدينة تقع في أوتي ولكنها قريبة من إيبريا، المقر الشتوي للملوك الألبان. أصبحت ديواتاكان، أيضًا في أوتي، المقر الصيفي.
كما قام الملوك الساسانيون، مثل يزدجرد بن بهرام، وقباد بن فيروز، وكسرى الأول ببناء العديد من التحصينات في ساحل القوقاز وقزوين، وأشهرها تلك الموجودة في دربند (داغستان الحديثة، شمال القوقاز). يتحدث Movses Kalantuaci عن «جدران رائعة بناها ملوك بلاد فارس بتكلفة كبيرة».